# 49. (makedonska) divizija (NOVJ)
49. (makedonska) divizija je bila partizanska divizija, ki je delovala v sklopu NOV in POJ v Jugoslaviji med drugo svetovno vojno.
Ustanovljena je bila 10. septembra 1944.